# Prunus gondouinii
Prunus gondouinii är en rosväxtart som först beskrevs av Poiteau och Turpin, och fick sitt nu gällande namn av Alfred Rehder. Prunus gondouinii ingår i släktet prunusar, och familjen rosväxter. Inga underarter finns listade i Catalogue of Life.